# Räschberg
Der Räschberg ist ein 753 m ü. M. hoher, teilweise bewaldeter Berg auf der Grenze zwischen den Schweizer Kantonen Basel-Landschaft und Solothurn.

## Beschreibung
Der Räschberg bildet die höchste Erhebung im Ostabschnitt der Buebergkette, einer markanten Antiklinalen des Kettenjuras, die sich im Grenzbereich der Kantone Jura, Basel-Landschaft und Solothurn zwölf Kilometer weit in west-östlicher Richtung zwischen dem Lützeltal im Norden und dem Tal der Birs im Süden erstreckt. Höher sind nur der Schattenberg und die Habschälle ganz im Westen der Bergkette. Südwestlich des Räschbergs liegt der Bergsattel mit der Strasse von  Liesberg nach Kleinlützel und östlich des Bergs eine langgezogene Krete mit dem Passübergang von Liesberg nach Huggerwald.

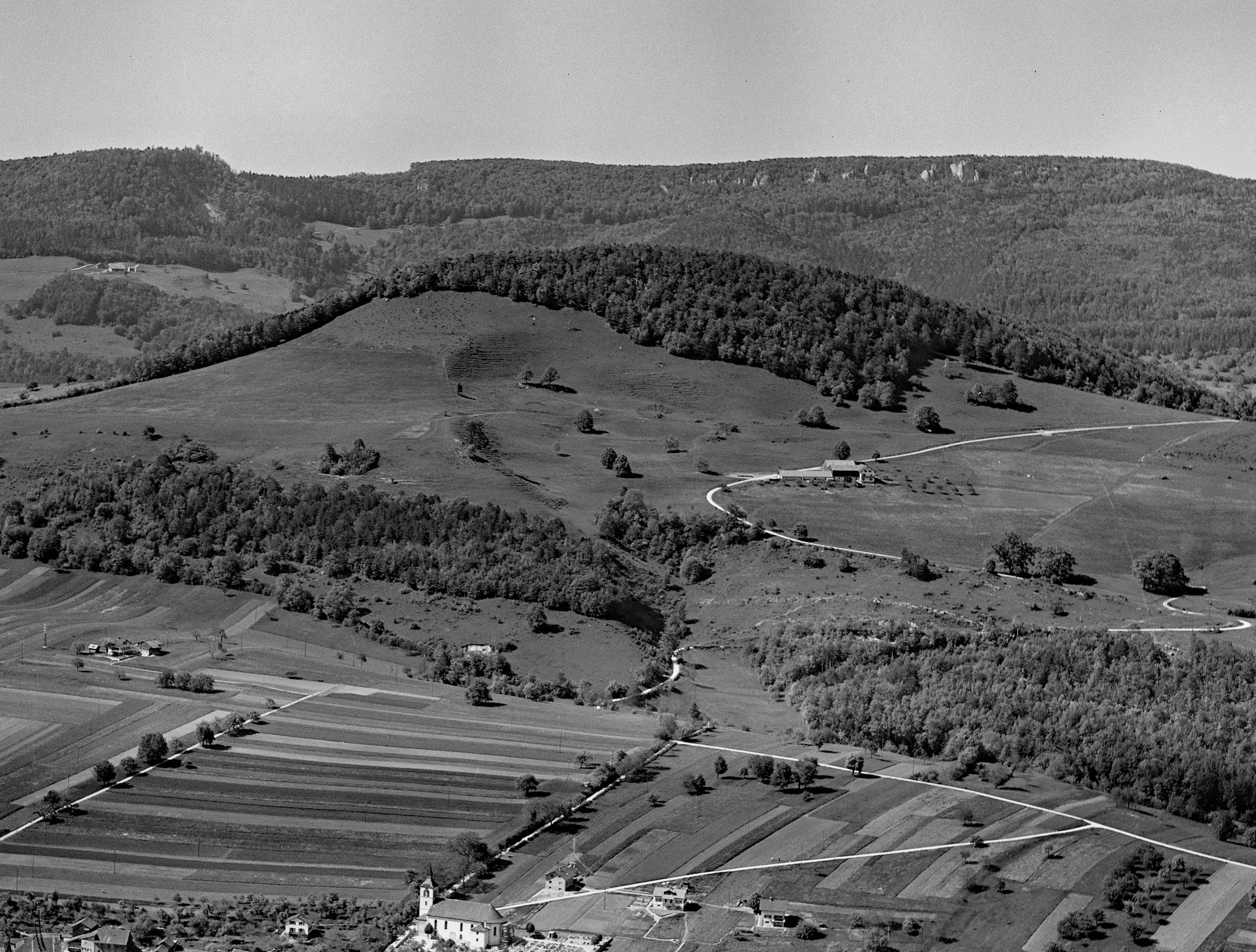
Der Räschberg von Südosten

Der oberste Bereich des Räschbergs ist ein Überrest des Nordschenkels der stark erodierten Buebergkette und hat die Form eines Gipfelplateaus, das im Nordwesten von Felswänden abgeschlossen ist und gegen Nordosten allmählich nach Huggerwald absinkt. Nur von dort aus führen Waldwege auf den Berg. Die Kantonsgrenze folgt dem Südrand des Plateaus, so dass die höchste Stelle des Bergs im Gebiet der solothurnischen Gemeinde Kleinlützel liegt. Eine besonders auffällige Grenzmarke befindet sich an einem Felskopf mit dem Namen «Chrüzlifels»; sie besteht aus einem grossen in die Felswand eingehauenen Kreuz mit der Jahrzahl 1868 und der Nummer des Hoheitszeichens.
Die Oberfläche der nur leicht geneigten Felsplatte auf der Solothurner Seite ist mehrheitlich bewaldet, während der steile Südhang als gerodetes Offenland auf dem Kalkstein stellenweise Magerrasen aufweist, der nur extensiv beweidet und gemäht wird. Das Areal weiter unten dient als intensiv genutztes landwirtschaftliches Kulturland. Weite Bereiche der trockenen Landschaft am Südhang, in der Baselbieter Gemeinde Liesberg, sind mit ihrem Flurnamen «Oltme» als Naturschutzgebiet ausgewiesen und im Bundesinventar der Trockenwiesen und -weiden von nationaler Bedeutung verzeichnet.
Auch ein Berghang in Kleinlützel, bei der Siedlung «Ring», hat den Flurnamen «Oltmen».
Abschnitte des Bergwalds auf dem Räschberg sind als Teil des Naturwaldreservats «Oltme» geschützt.